# Tour Saint-Jean (Vevey)
Pour les articles homonymes, voir Tour Saint-Jean.
La tour Saint-Jean est une tour d'horloge située dans la ville vaudoise de Vevey, en Suisse.

## Histoire
L’ancien hôpital médiéval voisin, fondé en 1327, disposait, sous le vocable de Saint-Jean-Baptiste, de sa propre chapelle dont le chœur, en saillie, constitue aujourd'hui la base de la tour actuelle (les maçonneries de ce chœur, conservées, ont été mises en évidence lors de travaux en 1987). Un clocher devait surmonter ce chœur déjà au XIVe siècle, puisque les assemblées communales qui se tenaient anciennement dans l'hôpital voisin étaient convoquées au son de la cloche. Une horloge, renouvelée en 1521, est alors attestée sur la tour, dont la partie haute est reconstruite après un incendie survenu en 1731. La nouvelle horloge, construite en 1733 par Jean-George Hemmerling, a été remplacée en 1952 par un mécanisme contemporain. Le clocheton en toiture abrite deux cloches datées 1732.
En 2012, lors de la réfection de l'horloge de la tour, des ouvriers y ont découvert une cachette contenant différents documents datant de 1755 ainsi que plusieurs objets, dont des pièces de monnaie des XVIIIe et XIXe siècles.
À son pied, la fontaine du Vieux-Mazel est construite au XVIIIe siècle par Michel-Vincent Brandoin.
La tour, de même que la fontaine, sont inscrites comme bien culturel suisse d'importance nationale.